# Émile Zola
Émile Édouard Charles Antoine Zola, forma spolszczona: Emil Zola (ur. 2 kwietnia 1840 w Paryżu, zm. 29 września 1902 w Paryżu) – francuski pisarz, eseista, dziennikarz, krytyk sztuki, główny przedstawiciel naturalizmu.
Jego wszystkie utwory (opera omnia) zostały umieszczone w Indeksie ksiąg zakazanych dekretami z 1894, 1895, 1896 i 1898 roku.

## Życiorys
Urodził się w rodzinie włoskiego inżyniera; wychowywał się i uczył w szkole średniej w Aix-en-Provence, razem ze sławnym później malarzem Paulem Cézanne’em. Od najmłodszych lat fascynował się literaturą romantyczną, przede wszystkim dramatami Wiktora Hugo. Po śmierci ojca sytuacja materialna jego rodziny dramatycznie się pogorszyła; Emil razem z matką przeniósł się do Paryża, gdzie imał się różnych zajęć i został wreszcie pracownikiem wydawnictwa Librairie Hachette.
Zachęcony do podjęcia pracy literackiej, próbował początkowo swoich sił w dramacie – napisał Teresę Raquin i Spadkobierców pana Rabourdin. Utwory te nie zyskały jednak uznania odbiorców, w pierwszym przypadku z powodu przejaskrawionej atmosfery grozy w duchu przebrzmiałego już gotycyzmu, w drugim – z powodu zbyt ostrej krytyki stosunków panujących w burżuazyjnej rodzinie.
Postanowił skupić się na tworzeniu powieści, które według jego zamysłu miały tworzyć jeden wielki cykl analizujący w sposób naukowy stosunki społeczne epoki II Cesarstwa. Tak powstał 20-tomowy cykl Rougon-Macquartowie. Historia naturalna i społeczna rodziny za Drugiego Cesarstwa opublikowany w latach 1871–1893. Przedstawia on rozległą panoramę francuskiego społeczeństwa i stanowi ważny dokument tamtych czasów. Cały cykl utrzymany był w duchu naturalizmu, którego podbudowę teoretyczną Zola przedstawił w studium Powieść eksperymentalna (Le roman expérimental, 1880). Mimo przedstawionych w tym studium założeń absolutnej obiektywności narratora i porzucenia romantycznego rozmachu w kreacji bohaterów i opisie miejsc, Zola zachował iście romantyczną wyobraźnię, która pozwalała mu kreślić fascynujące opisy najbardziej prozaicznych miejsc. Wnikliwe badania warunków życia robotników i chłopów oraz działalności Kościoła katolickiego we Francji wywołały u niego sympatie socjalistyczne i antyklerykalne.
Te ostatnie widać wyraźnie w drugim cyklu powieściowym Zoli, trylogii Trzy miasta, w której poddał druzgocącej krytyce skomercjalizowany kult cudów i objawień, skostniałe i zamknięte wobec wiernych struktury hierarchii kościelnej, a wreszcie nieczułość Kościoła na problemy społeczno-polityczne. W konsekwencji jego książki zostały umieszczone na Indeksie ksiąg zakazanych. Pisarz wytykał także obojętność rządów Francji i Europy wobec ludobójstwa Ormian po masakrach dokonanych w sułtańskiej Turcji w latach 1894–1896. W artykułach poświęconych sztuce bronił malarzy impresjonistów przed krytyką zwolenników akademizmu.
W 1898 zaangażował się w obronę francuskiego oficera niesłusznie oskarżonego o zdradę – Alfreda Dreyfusa, publikując na pierwszej stronie paryskiego dziennika „L’Aurore” artykuł J’Accuse…! (Oskarżam!). Miał on formę listu otwartego do prezydenta Félixa Faure i zawierał ostrą krytykę francuskiego rządu. Pisarz zarzucał władzom antysemityzm i niezgodne z prawem skazanie i uwięzienie Dreyfusa.
Zmarł w 1902 na skutek zatrucia tlenkiem węgla. Okoliczności jego śmierci do dziś budzą poważne wątpliwości. Choć oficjalnie uznano zgon pisarza za nieszczęśliwy wypadek (wadliwa konstrukcja piecyka), istniały poważne przesłanki, że mogło być to morderstwo na tle politycznym. Rząd Trzeciej Republiki nie zaangażował się jednak zbytnio w wyjaśnienie tej sprawy.
Jego twórczość wywarła znaczący wpływ na wielu powieściopisarzy XX wieku w Europie i w Stanach Zjednoczonych.

## Twórczość

### Szkice krytyczne
- Moje nienawiści. Pogawędki literackie i artystyczne (Mes haines, causeries littéraires et artistiques), wyd. Faure, Paryż, 1866.
- Edward Manet, biografia i krytyka (Édouard Manet, étude biographique et critique), wyd. E. Dentu, Paryż, 1867.
- Powieść eksperymentalna (Le roman expérimental), wyd. Charpentier, Paryż, 1880; nowa edycja: GF-Flammarion, 2006.
- Powieściopisarze naturalistyczni (Les Romanciers naturalistes), wyd. Charpentier, Paryż, 1881.
- Naturalizm w teatrze, teorie i przykłady (Le Naturalisme au théâtre, les théories et les exemples), wyd. Charpentier, Paryż, 1881.
- Dokumenty literackie (Documents littéraires), wyd. Charpentier, Paryż, 1881.
- Wieś (Une campagne), wyd. Charpentier, Paryż, 1882.
- Nowa wieś (Nouvelle campagne), wyd. Fasquelle, Paryż, 1897.
- Człowieczeństwo, prawda, sprawiedliwość. Afera Dreyfusa. List do młodości (Humanité, vérité, justice. L'affaire Dreyfus. Lettre à la jeunesse), wyd. Fasquelle, Paryż, 1897.
- Afera Dreyfusa, prawda w toku (L'Affaire Dreyfus, la vérité en Marche), wyd. Fasquelle, Paryż, 1901.
- «Oskarżam» (J’accuse), gazeta Świt (L'Aurore), 13 janvier 1898.

### Powieści i nowele
- Bajki z Ninon (Contes à Ninon), wyd. J. Hetzel i A. Lacroix, Paris, 1864; wyd. Charpentier, Paryż, 1878.
- Wyznanie Klaudiusza (La Confession de Claude), wyd. A. Lacroix, Verboeckhoven i Cie, Paryż, 1865.
- Teresa Raquin (Thérèse Raquin), wyd. A. Lacroix, Verboeckhoven i Cie, Paryż, 1867.
- Magdalena Ferat (Madeleine Férat), wyd. A. Lacroix, Verboeckhoven i Cie, Paryż, 1868.

### Cykl 20 powieści „Rougon-Macquartowie” (1871–1893)
- Pochodzenie rodziny Rougon-Macquartów (La Fortune des Rougon, 1871)
- Zdobycz (La Curée, 1871–1872)
- Brzuch Paryża (Le Ventre de Paris, 1873);
- Podbój miasta Plassans (La Conquête de Plassans, 1874)
- Grzech księdza Mouret (La Faute de l'Abbé Mouret, 1875)
- Jego ekscelencja Pan Minister Rougon (Son Excellence Eugène Rougon, 1876)
- W matni (L'Assommoir, 1877)
- Kartka miłości (Une Page d’amour, 1878)
- Nana (Nana, 1880)
- Kuchenne schody (Pot-Bouille, 1882)
- Wszystko dla pań (Au Bonheur des Dames, 1883)
- Radość życia (La Joie de vivre, 1884)
- Germinal (Germinal, 1885)
- Dzieło (L'Œuvre, 1886)
- Ziemia (La Terre, 1887)
- Marzenie (Le Rêve, 1888)
- Bestia ludzka (La Bête humaine, 1890)
- Pieniądz (L'Argent, 1891)
- Klęska (La Débâcle, 1892)
- Doktor Pascal (Le Docteur Pascal, 1893)

### Cykl „Trzy miasta” (Trois villes)
- Lourdes, (Lourdes), przeł. [z fr.] Eligia Bąkowska, Warszawa : Państwowy Instytut Wydawniczy, 1962.
- Rzym (Rome), przeł. Hanna Szumańska-Grossowa, Irena Wieczorkiewicz, Warszawa : Państwowy Instytut Wydawniczy, 1959.
- Paryż (Paris), przeł. Eligia Bąkowska, Warszawa : Państwowy Instytut Wydawniczy, dr. 1963.

### Cykl „Cztery Ewangelie”(Les Quatre Évangiles)
- Płodność (Fécondité), wyd. Fasquelle, Paryż, 1899.
- Praca (Travail), wyd. Fasquelle, Paryż, 1901.
- Prawda (Verité), wyd. Fasquelle, Paryż, 1903 (publikacja pośmiertna).
- Sprawiedliwość (Justice), (dzieło nieukończone).

## Dzieła wydane w Polsce
- Typy duchowieństwa. [Z. 2], Ksiądz Gerard / Warszawa : [s.n.], 1878 (Druk. "Przeglądu Tygodniowego").
- Szkice i obrazki, Warszawa: Redakcja Przeglądu Tygodniowego,1879 (Warszawa : Druk. „Przeglądu Tygodniowego”).
- Życzenie zmarłej, przekł. z fr, Lwów : "Gazeta Urzędnicza", 1893 ([Lwów] : Druk. "Dziennika Polskiego").
- Pisma pomniejsze, Warszawa : Red. „Przeglądu Tygodniowego”, 1902.
- Wybór nowel, Lwów : nakł. red. „Kurjera Lwowskiego”, 1902 (Lwów : Druk. Udziałowa)
- Radykał, tł. Z. Niedźwiecki, Lwów : W. Zukerkandel, [1907].
- Feta w Coqueville, tł. Z. Niedźwiecki, Lwów : W. Zukerkandel, [1908]
- Dzieje rozkoszy : 12 nowel, przekł. A. Callier, Kraków : W. Poturalski, 1909
- Teatr, przeł. J. Klemensiewicz, Kraków : G. Gebethner, 1909
- Pogrom : powieść z wojny francusko-pruskiej, Warszawa : Gebethner i Wolff, 1914
- Nantas, tł. Z. Niedźwiecki, Lwów : W. Zukerkandel, [post 1923].
- Powódź; Lilli, tł. Z. Niedźwiecki, Złoczów : W. Zukerkandel, [post 1923]
- Ta, co mię kocha, [tł. Wacław Widigier], Warszawa : E. Wende, [1926] (Warszawa : "Polska Zbrojna").
- Za jedną noc, przeł. Z. Maliniak, Warszawa : "Bibljoteka Groszowa", [ca 1927]
- Piętno krwi : (Magdalena Férat) : powieść, przekł. z fr. Ryszarda Bartynowskiego, Warszawa : [s.n., 1927] (Warszawa : Druk. Polska)
- Człowiek zwierzę : powieść, Warszawa : Biblioteka Romansów i Powieści, 1927 (Warszawa : Sikora i Mylner).
- Va banque! : powieść, Warszawa : [s.n.], 1928 (Warszawa : A. Szlachowicz)
- Atak na młyn, tł. Zygm. Niedźwiecki, Lwów : W. Zukerkandel, 1929
- Nana, królowa paryskiego półświatka : powieść, przeł. z fr. Czesław Mastelski, Warszawa : Bibl. Powieści i Romansów, 1930
- Jak ludzie umierają : nowele, tł. Zygm. Niedźwiecki, Lwów ; Złoczów : W. Zukerkandel, [1930] (Lwów : W. Zukerkandel)
- Rozkosze życia, Warszawa : Biblioteka Powieści i Romansów, [1932] (Warszawa : "Floryda").
- Chleb i węgiel, [tł. z fr. Krystyna Dolatowska ; il. D. Staszewskiej], Warszawa : Wydawnictwo Ministerstwa Obrony Narodowej, dr. 1952
- Oskarżam!, [przeł. z fr. Zbigniew Bieńkowski, Jadwiga Dmochowska, Irena Rolewska ; przypisy Zdany Matuszewicz ; wybór i red. Jerzy Adamski], Warszawa : Państwowy Instytut Wydawniczy, 1953
- Dzieła wybrane, [wstęp Macieja Żurowskiego ; tł. z fr. Krystyna Dolatowska et al.], Warszawa : „Książka i Wiedza”, 1954.
- Spadkobiercy pana Rabourdin : komedia w 3 aktach, przeł. i posł. opatrzył Adam Mauersberger ; [małą kronikę życia i twórczości Emila Zoli oprac. Halina Suwała], Warszawa : Państwowy Instytut Wydawniczy, 1955.
- Teresa Raquin, przeł. [z fr.] Halina Kowzan ; oprac. Tadeusz Kowzan, Kraków : Zakład Narodowy im. Ossolińskich, 1974 : (Druk. Nar.).
- Zgon Oliwiera Becaille i inne opowiadania, przeł. Zygmunt Niedźwiecki, Wydawnictwo Armoryka, Sandomierz | 2010